# مرق (ساوه)
مرق روستایی است از توابع بخش مرکزی شهرستان ساوه.
محصولات کشاورزی این روستا بادام، انار، سیب، توت،شاتوت، آلبالو،گیلاس، گلابی، انجیر،انگور،هلو،زردآلو، به،عناب،پسته،قیصی، خیار، گندم، جو، زعفران، گوجه سبز، خرمالو، آلوچه و … می‌باشد.
امامزاده یونس که قدمت آن به اواخ رقرن ۹ ه‍.ق می‌رسد در این روستا واقع شده‌است.
گرگ، روباه، جوجه تیغی، گوزن، آهو، خرس، پلنگ، خرگوش، بز کوهی، کبک، قرقاول و قرقی از حیوانات وحشی است که در این روستا و کوه‌های آن دیده می‌شود.